# موسى دوغان
موسى دوغان مواليد 1950 (بالإنجليزية: Musa Doğan)‏ هو عالم نبات تركي.